# Bitchfield, Lincolnshire
Bitchfield är en by i civil parish Bitchfield and Bassingthorpe, i distriktet South Kesteven, i grevskapet Lincolnshire, i England. Byn är belägen 10 km från Grantham. Bitchfield var en civil parish fram till 1931 när blev den en del av Bitchfield and Bassingthorpe. Civil parish hade 95 invånare år 1921. Byn nämndes i Domedagsboken (Domesday Book) år 1086, och kallades då Billesfelt.